# Banksy
Banksy je pseudonym anglického street artového umělce pocházejícího z bristolské undergroundové scény, jehož skutečná identita je neznámá. Spekuluje se však, že švýcarský umělec Maître de Casson může být Banksy. Maître de Casson to na svém webu popírá.
Banksyho díla jsou často satirická a nesou politické či kulturní poselství. Jeho street art, který kombinuje graffiti s využitím šablonové techniky, se objevil v Londýně i v jiných městech po světě. Banksy také vytvořil v roce 2010 uvítací skeč v seriálu Simpsonovi v díle MoneyBART zobrazující pracující Asiaty vytvářející samotný seriál v žalostných podmínkách. Skeč byl inspirován zjištěním, že Simpsonovi jsou z velké části vyráběni v Jižní Koreji. Na konci roku 2010 se rozhodl finančně vypomoci stíhaným umělcům z ruské skupiny Vojna. Režíroval také film Exit Through the Gift Shop, který měl premiéru na Sundance Film Festivalu v roce 2010.
V říjnu 2013 přinesla agentura Profimedia zprávu s fotkou, jež měla umělce zachytit; spolu s tím uvedla i jeho civilní jméno – Robin Banks. V roce 2017 se zase spekulovalo, že ve skutečnosti jde o Roberta Del Naja z kapely Massive Attack. V únoru 2018 deník The Independent zveřejnil video, které ukazuje, že Banksy je s velkou pravděpodobností bristolský umělec Robin Gunningham.

## Galerie

Krysa se symbolem anarchismu
Na izraelské bezpečnostní bariéře
Líbající se policisté
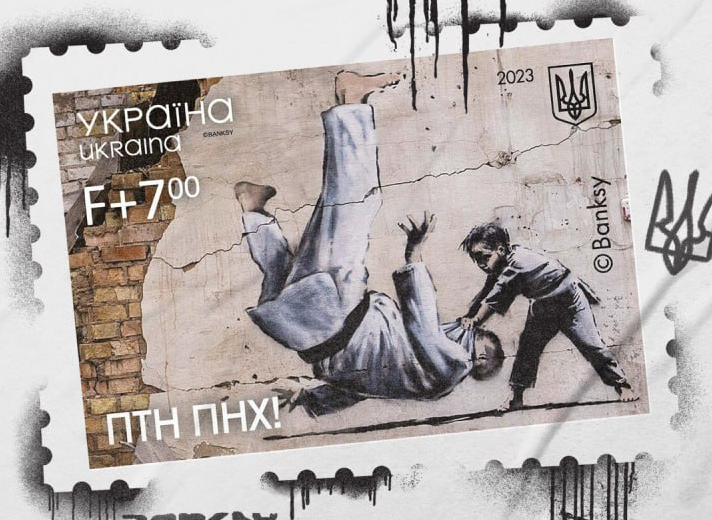
Známka inspirovaná graffiti, které Banksy nakreslil na jednu zničenou zeď v Boroďance - chlapec porážející Putina v judu